# Spilosoma korearctia
Spilosoma korearctia là một loài bướm đêm thuộc phân họ Arctiinae, họ Erebidae.